# Dominicaines missionnaires de Saint Sixte
Les Dominicaines missionnaires de Saint Sixte (en latin : Congregatio Sororum Dominicanarum a Sancto Sixto) forment une congrégation religieuse féminine, enseignante, hospitalière et missionnaire de droit pontifical.

## Histoire
Le 4 septembre 1891, Mère Antonia Lalìa (1839-1914), prieure du monastère dominicain de Misilmeri, arrive à Rome dans le but de créer une œuvre œcuménique en faveur des populations d'Europe de l'Est et surtout de la Russie. Elle obtient des frères dominicains irlandais une partie d'ancien couvent de Saint-Sixte.
Mère Lalìa fonde la congrégation le 17 janvier 1893 à Rome, avec deux compagnes. Les sœurs se consacrent d'abord à l'enseignement du catéchisme, puis elles s'ouvrent à d'autres formes d'apostolat (écoles, hôpitaux) ; ils se propagent rapidement dans divers endroits d'Italie (Asti, Ceglie Messapica, Sassari, San Mauro Castelverde).
L'institut est agrégé à l'Ordre des Prêcheurs le 8 novembre 1903. Il reçoit le décret de louange le 10 février 1936 par le pape Pie XI, et ses constitutions sont définitivement approuvées par le Saint-Siège le 28 juin 1943.

## Activité et diffusion
Les sœurs œuvrent dans les écoles, les hôpitaux, les foyers et les missions.
Elles sont présentes en:
- Europe : Italie, Russie.
- Amérique : Guatemala, Honduras, Mexique, Pérou.

La maison-mère est à Rome.
En 2017, la congrégation comptait 332 sœurs dans 44 maisons.